# Emil Thoma (Maler)

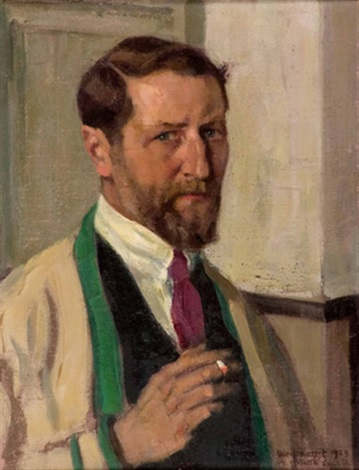
Selbstporträt (1923)

Emil Thoma (* 26. April 1869 in Enge, jetzt Ortsteil von Zürich; † 21. November 1948 in Riedering) war ein Schweizer Maler und Grafiker.

## Werdegang
Thoma war der Sohn eines Bankbeamtern. Er studierte an der Kunstgewerbeschule und schrieb sich am 20. Oktober 1890 an der Akademie in München ein. Hier war er ein Schüler in der Naturklasse bei Karl Raupp und bei Wilhelm von Diez. Er ließ sich später in Riedering (Chiemgau) nieder. Er fertigte ein Bildnis des Zeichners Karl Hagemeister, zu dem er 1924 eine Abhandlung in der Zeitschrift Die Kunst für alle veröffentlichte. Von ihm stammen auch 60 kunstgewerbliche Entwürfe, die 1896 auf 25 Tafeln abgedruckt wurden. Die Entwürfe spiegeln den Charakter des späten französischen und deutschen Rokokos und waren für eine Ausführung in Holz, Metall oder Porzellan vorgesehen.
In der Zeit des Nationalsozialismus war Thoma in Deutschland auf mindestens sechs großen Ausstellungen vertreten, darunter 1938 auf der Großen Deutschen Kunstausstellung in München mit dem Ölgemälde „Feierabend“, das Hitler für 2500 RM erwarb.
Thoma war mit der Volksliedpflegerin Annette Thoma (1886–1974) verheiratet.

## Weitere Ausstellungen (unvollständig)
- 1905: 9. Internationale Kunstausstellung im Glaspalast München (mit dem Bild Feldarbeit)